# Statius Speckhan
Statius Speckhan, auch Statius Speckhahn und Statio Speckhanen (* 15. Mai 1599 in Bremen; † 16. Oktober 1679 in Bremen), war Bremer Bürgermeister und später königlich-schwedischer Geheimrat. Während der kriegerischen Auseinandersetzungen zwischen Bremen und Schweden Mitte des 17. Jahrhunderts wurde er mehrfach des Verrates beschuldigt und musste auf Grund dieser Vorwürfe – die unbewiesen blieben – schließlich sogar von seinem Amt zurücktreten.

## Biografie

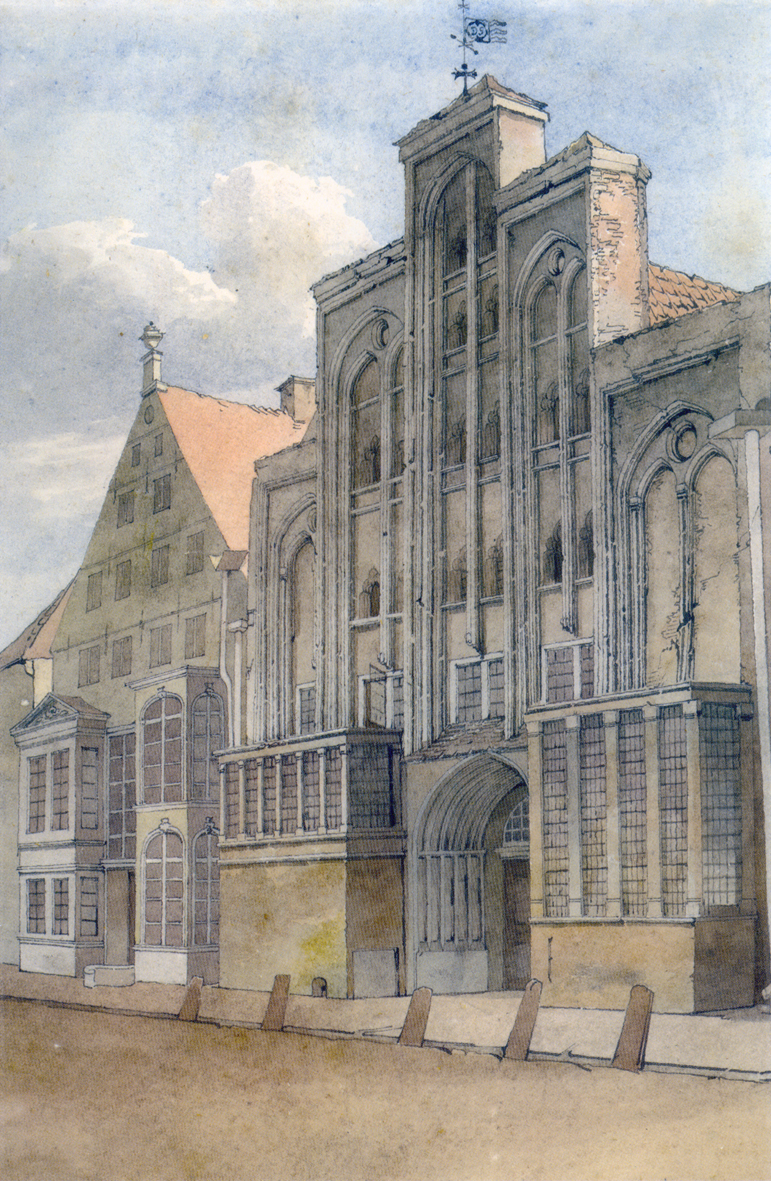
Das Speckhansche Haus (rechts) in einem Aquarell von George Ernest Papendiek kurz vor dem Abriss des Gebäudes im Jahre 1828

Statius Speckhan stammte aus einer alten Bremer Kaufmannsfamilie. Er studierte Rechtswissenschaften an der Universität Leipzig und wurde Advokat in seiner Heimatstadt. Er heiratete eine Tochter des Ratsherrn Wilhelm von Bentheim des Älteren, Schwester des Bürgermeisters Wilhelm von Bentheim des Jüngeren. Speckhan bewohnte mit seiner Familie ein prächtiges gotisches Bürgerhaus in der Langenstraße, das später als Haus Speckhan bekannt wurde.
1639 wurde er als Nachfolger von Nikolaus von Rehden – der Bürgermeister wurde – zum Ratsherrn gewählt. Zehn Jahre später, 1649, wurde er dann selbst Bürgermeister in der Nachfolge von Heinrich von Kappeln.
Speckhans Verhältnis zu den Bürgern Bremens wurde in der Folge durch mehrere Zwischenfälle zusehends belastet. So wurde er verdächtigt, von den 70.000 Talern des Elsflether Weserzolls, die die Stadt Bremen 1653 an Oldenburg zahlen musste, einen Teil vom Grafen unter der Hand für seine Privatkasse zurückbekommen zu haben. Während des Ersten Bremisch-Schwedischen Kriegs wurde er 1654 dann beschuldigt, zu zögerlich vorzugehen und insgeheim auf einen Sieg Schwedens zu setzen. Auch in dem Prozess vom März bis Mai 1654 gegen den verräterischen Eltermann Burchard Lösekanne wurden Verdächtigungen gegen ihn laut, aber nicht bewiesen. Die Situation eskalierte, nachdem die Bremer am 5. September des gleichen Jahres die wichtige Stellung der Burger Schanze an der Lesum hatten aufgeben müssen und als das Gerücht aufkam, dass die schwedischen Truppen bereits vor dem Stephanitor stünden. Als auch noch Speckhans Tochter von der Wache aufgegriffen wurde, als sie gerade die Stadt verlassen wollte, kam es zu Tumulten vor dem Rathaus und zu Anfeindungen gegen Speckhan und seine Familie. Am 5. Dezember 1654 trat er als Bürgermeister zurück, obwohl eine Untersuchung des Bremer Rates keine Indizien für einen Verrat hatte entdecken können.
1658 wurde Speckhan von Karl X. Gustav zum königlich-schwedischen Geheimrat ernannt, eine überraschende Begebenheit, die von vielen Bremer Bürgern als Beweis für seine zweifelhafte Loyalität angesehen wurde, was in der Folge die inzwischen fast vergessenen Ressentiments erneut erweckte. Als sich der Konflikt mit Schweden im Jahr 1666 zum Zweiten Bremisch-Schwedischen Krieg zuspitzte, floh er vor Beginn der Belagerung Bremens mit seiner Frau und Tochter nach Delmenhorst. Als seine Tochter nach Abschluss des Friedens von Habenhausen nach Bremen zurückkehrte, wurde das Speckhansche Haus von einem wütenden Mob gestürmt und geplündert. Um den Frieden mit Schweden nicht zu belasten, erließ der Rat eine Verfügung „das hinweggenommene Guht bey Leib- und Lebensstrafe wieder herbeyzubringen“, darüber hinaus wurde Speckhan für den entstandenen Schaden die Summe von 8.000 Talern erstattet.
Speckhan blieb bis 1675 in schwedischen Diensten, als die schwedische Hoheit über das Herzogtum Bremen-Verden mit dem Bremen-Verdener Feldzug endete. Nach seinem Tode im Jahre 1679 wurde er in der Liebfrauenkirche beigesetzt.

## Familie
Eine Tochter von ihm, Elisabeth (* 18. September 1637; † 8. April 1701), war mit Reichsfreiherrn Johann Georg Seifert von Edelsheim (* 1639; † 1723), kaiserlicher Hofrat, Kammerpräsident („Finanzminister“) und Chef der Regierung („Regierungspräsident“) der Grafschaft Hanau-Münzenberg verheiratet.